# 伯明翰—彼得伯勒线
伯明翰－彼得伯勒线是英国的一条纵贯铁路线，途径伯明翰、纳尼顿、莱斯特、奥克姆和彼得伯勒。
自1960年代的比钦大斧事件以来，它是西米德兰兹郡和英格兰东部之间的唯一的直接铁路连接。这条铁路对于彼得伯勒东部的纵贯铁路客运服务非常重要，该铁路可通过西盎格利亚铁路从中部地区到达英格兰东部的各个地点，例如伊利、剑桥和斯坦斯特德机场。它对货运也具有战略意义，因为从费利克斯托港出发的集装箱列车可以通过该铁路前往中部地区及其他地区。

## 历史
目前的铁路线是由各个独立公司建造的铁路合并而成。这些铁路是：
- 从伯明翰到Whitacre Junction的铁路是在1840年为伯明翰和德比交界处的铁路建造的，后来成为米德兰铁路公司的一部分。
- 从Whitacre Junction到纳尼顿的铁路是由米德兰铁路公司建造的，并于1864年开放。
- 纳尼顿和威格斯顿之间的线路是由南莱斯特郡铁路公司修建的，并于1864年完工。南莱斯特郡铁路公司于1867年被伦敦和西北铁路公司接管。
- 威格斯顿和赛斯顿之间的路段（途径莱斯特）是1840年为米德兰郡铁路公司（米德兰铁路公司的前身）建造的。
- 东部的赛斯顿到彼得伯勒的铁路是为米德兰铁路公司建造的，于1846年开放。

整个路线在1923年成为伦敦、米德兰和苏格兰铁路（LMS）的一部分，而LMS在1948年1月1日被收归国有，成为英国铁路公司的一部分。
从1958年4月14日起，大多数伯明翰－莱斯特段的客运列车开始由柴油车运营，两座城市之间的车程约为79分钟。
1977年，议会对国有工业的选择委员会建议考虑将英国更多的铁路网络电气化。到1979年，英国铁路公司提出了到2000年的一系列选择，其中包括伯明翰－彼得伯勒线。 在1976-79任期的工党政府和继任的1979-90任期的保守党政府下，该提议未得到执行。
该路线在1990年代作为英国铁道公司（Railtrack）的一部分进行了私有化，现在是英国铁路网公司（Network Rail）的一部分。
這是一個英國鐵路Birmingham–Peterborough line的路線圖。
- 參閱Wikipedia:铁路系统标示以了解這系列模板的運作使用方式。
- 參閱图标列表以獲取更多圖標。此外维基共享资源的铁路系统标示更新速度更快，亦可參閱commons:BSicon/Catalogue。

## 服务
在1980年代，本地服务由105级柴联车提供，长途服务（例如伯明翰新街站和诺里奇之间的服务）由31级机车编组运营，并配有4节Mark 1型车厢编组。从1986年开始，该线路上运行的第一批Sprinter型火车为150s级，随后从1988年开始被156级SuperSprinter型所取代。从那时起，该服务每小时在伯明翰新街站和伊利之间运行，并继续提供至剑桥或诺里奇的替代服务（1991年开始增设至斯坦斯特德机场的服务）。
中央铁路公司从私有化时代开始在该路线上运营，为了方便运营，在伯明翰新街站两边的路线上提供了组合服务，该服务是通过阿伯里斯特威斯和切斯特到剑桥和斯坦斯特德机场的服务以及从利物浦莱姆街站到斯坦斯特德机场的服务而创建的，尽管后来这些都被削减了——阿伯里斯特威斯的服务在2001年停止，到达什鲁斯伯里的服务直到2004年才停止，到利物浦的服务在2003年废除，以提高性能。
2016年的服务包括每小时两班伯明翰和莱斯特之间的列车，其中一班列车在到达莱斯特之前仅停靠有限的站点，然后通过英国纵贯铁路运营，经过彼得伯勒、伊利和剑桥到达斯坦斯特德机场。东米德兰铁路公司（EMR）沿赛斯顿和彼得伯勒之间的路段（为梅尔顿莫布雷和奥克姆服务）提供少量服务，这是其经由科比的伦敦圣潘克拉斯服务的一部分。此外，EMR运营的诺丁汉和诺里奇之间有一些服务，该服务也为斯坦福提供服务。
纵贯铁路服务仅由170级“Turbostar”列车提供，而EMR使用158级“Sprinter”列车提供至诺维奇的服务，222级“Meridian”列车提供至伦敦的服务。此外，EMR还开通了由153级“Supersprinter”列车负责的夜间班次，从斯波尔丁至诺丁汉。
货运列车使用的是西米德兰兹郡至东盎格里亚的路线，主要是到费利克斯托港的集装箱列车，和到金斯林的运沙列车。

## 目前发展

### 费利克斯托港和纳尼顿货运能力计划
这是一个包含许多要素的大型项目，将让港口和中部地区之间进行更多的铁路货运。费利克斯托港的“费利克斯托港南”扩建项目推动了这项工作。这也是对预计到达航线上当前无法容纳的港口的大尺寸（Hi-cube）运输集装箱数量的预计增加的响应。大尺寸集装箱的百分比预计将从2007年的30％增加到2012年的50％。如果不提高载重计，这些较大的集装箱将不得不通过陆路运输或通过已经开通的长途铁路运输通过伦敦 。英国铁路网公司在2008年完成了从伊普斯威奇到彼得伯勒的轨距增强。工作将分三个阶段进行：
- 阶段1
  - Nuneaton North Chord
  - Peterborough to Nuneaton Gauge
- 阶段2a